# Hermonassa roesleri
Hermonassa roesleri är en fjärilsart som beskrevs av Charles Boursin 1967. Hermonassa roesleri ingår i släktet Hermonassa och familjen nattflyn. Inga underarter finns listade i Catalogue of Life.